# Graphania tetrachroa
Graphania tetrachroa är en fjärilsart som beskrevs av Edward Meyrick 1931. Graphania tetrachroa ingår i släktet Graphania och familjen nattflyn. Inga underarter finns listade i Catalogue of Life.